# チャド民主連合
チャド民主連合（チャドみんしゅれんごう、フランス語: Union Démocratique Tchadienne, UDT）は、チャドの政党である。

## 歴史
1945年にフォール・ラミで設立された。国民議会選挙の後、チャド・フランス進歩リスト（7議席獲得）、共和国連合（4議席）、フランコ・チャド進歩グループ（無所属）のメンバーが新党を結成し、3名の選出された無所属議員のうち2名も参加した。創設者はゴンチョメ・サホアルバをはじめとするアフリカの伝統的指導者が中心で、党はフランスの商業の利益を保証することを掲げ、伝統的指導者のブロックは主にムスリムとワダイ人の貴族で構成されていました。チャドに住むヨーロッパ人を代表するゴーリスト系保守政党であるフランス人民連合 (RPF) と連携し、ヨーロッパからの駐在員がチャドで設立した他の政党にも協力した。
1946年6月のフランス国民議会選挙では2議席を獲得した。1946年11月の選挙では1議席しか獲得できなかったが、1951年の選挙では3議席すべてを獲得した。1952年の準州議会選挙では、同党は第2区の72％の票を獲得し、30議席中24議席を獲得したが、RPFは第1大学の15議席すべてを獲得した。
しかし、1953年以降は、UDTから分裂したチャド社会行動に取って代わられるようになっていった。その結果、より急進的で民族主義的なチャド進歩党（PPT）の出現に脅かされ、UDTの解散が始まった。1957年の準州議会選挙ではPPTが勝利したため、UDTはPPTの味方としてわずかな役割しか果たせなかった。
党は1960年に解散した。